# Extreme Ultraviolet Explorer
O Extreme Ultraviolet Explorer (ou somente EUVE), foi um satélite estadunidense de pesquisas astronómicas. O satélite foi lançado em 07 de junho de 1992 através de um foguete Delta II da base de lançamento de Cabo Canaveral, nos EUA. O satélite na verdade é um telescópio espacial de raios gama. 
Com instrumentos de radiação UV entre comprimentos de onda de 7 e 76 nm, o EUVE foi o primeiro satélite destinado para a gama de ultravioleta de onda curta. O satélite compilou uma pesquisa de todo o céu, detectando 801 alvos astronômicos antes de ser desmantelado em 31 de janeiro de 2001. Ele reentrou na atmosfera em 30 de janeiro de 2002.